# Ketil Solvik-Olsen
Ketil Solvik-Olsen (né le 14 février 1972) est un homme politique norvégien, ministre des Transports et des Communications dans le Gouvernement Solberg.
De 2005 à 2013, il est également le représentant de la région du Rogaland (sud-ouest de la Norvège) au Parlement norvégien.

## Enfance et cursus scolaire
Solvik-Olsen est né à Time, d'un père auto-entrepreneur et d'une mère sociologue. En 1989, il effectue un programme d'échange étudiant dans le Michigan puis a obtenu un Baccalauréat International à l'école de Saint-Olav de Stavanger en 1992.
De 1994 à 1997, il étudie les sciences politiques à l'Université de Toledo, dans l'Ohio et effectue un stage au Sénat des États-Unis d'Amérique.

## Carrière politique

### En début de carrière
À l'âge de 15 ans en 1987, Ketil Solvik-Olsen rejoint le Parti du Progrès de la Jeunesse. Il se fait connaître dans le paysage politique norvégien en travaillant comme conseiller politique auprès d'Øyvind Vaksdal et Siv Jensen.

### Carrière parlementaire
Ayant été député au conseil de la ville d'Oslo, il est élu en tant que représentant du Rogaland pour le Storting en 2005 puis réélu en 2009. Il est membre du Comité Permanent de l'Énergie et de l'Environnement de 2005 à 2011, et délégué à l'Assemblée Générale des Nations Unies de 2011.
Solvik-Olsen annonce en 2012 qu'il ne briguerait pas son mandat pour les élections législatives norvégiennes de 2013.
En 2013, Solvik-Olsen est élu deuxième vice-président du Parti du Progrès.

### Ministre des Transports et de la Communication
Après les élections de 2013, Solvik-Olsen est nommé Ministre des Transports dans le nouveau gouvernement d'Erna Solberg.
La principale réforme attendue par le Parti du Progrès est la forte réduction des routes à péage du pays scandinave. Malgré le démantèlement immédiat de cabines de péage, et à l'annulation de certains projets de constructions, la réforme est lente à s'appliquer.
Il annonce le 30 août 2018 sa démission du gouvernement pour donner la priorité à la carrière de son épouse, qui vient d'accepter un poste de médecin aux États-Unis pour un an. Il annonce : « Cela a été fantastique d'être ministre des Transports et des Communications et, en fait, j'aurais bien continué toute ma vie [...] Mais je suis maintenant arrivé à un carrefour dans la vie où c'est au tour de ma femme de poursuivre son rêve. C'est un accord que nous avions conclu il y a de nombreuses années. ».

## Opinions politiques
Solvik-Olsen déclare que la Norvège a besoin d'un "libéralisme pragmatique". Il a vivement critiqué la politique environnementale, la qualifiant de "trop ambitieuse" et "irréaliste". Il se déclare également socialo-conservateur, bien qu'il soit plus libéral en ce qui concerne les mœurs et habitudes de vie des gens.

## Vie personnelle
Il est marié à Tone Solvik-Olsen, une médecin. Ensemble, ils ont deux enfants. La famille réside dans le district de Vestre Aker à Oslo. Ketil Solvik-Olsen se décrit lui-même comme un « membre atypique » du Parti du Progrès en raison de son mode de vie modeste et de son refus de se conformer aux stéréotypes traditionnels de son parti.
Il est abstème, c'est-à-dire qu'il s'abstient de consommer toute forme de stimulants, tels le tabac et le café. Il est, cependant, grand amateur de chocolat, une dépendance qu'il qualifie de « morbide ». Il compense la forte teneur en sucre par des repas très frugaux,voire en sautant certains repas. Depuis son séjour aux États-Unis, Solvik-Olsen est un fervent collectionneur de voitures. Il supporte le club de football de Bryne FK.
En 2010, Solvik-Olsen annonce publiquement son retrait de l'Église de Norvège, lorsque celle-ci s'oppoée à l'exploration pétrolière dans les îles Lofoten et Vesterålen. Il est depuis pentecôtiste.